# Fagerstad
Fagerstad, även kallad Fagersta, är en by i före detta Borgå landskommun. Byn ligger vid havet ca 15 km från Borgå centrum, som ligger i Östra Nyland i Södra Finlands län.